# آلمانی خوب
آلمانیِ خوب (به انگلیسی: The Good German) نام فیلمی است به کارگردانی استیون سودربرگ که در سال ۲۰۰۶ بر پایهٔ رمانی با همین نام از جوزف کانون ساخته شد.